# Relations entre la Bulgarie et la Pologne
Les relations entre la Bulgarie et la Pologne sont de l'ordre des relations extérieures. La Bulgarie et la Pologne ont établi des relations diplomatiques dans les années 1920 après l'indépendance de la Pologne. La Bulgarie a une ambassade à Varsovie et un consulat à Wrocław tandis que la Pologne a une ambassade à Sofia. 
Ces deux pays sont en outre des membres à part entière de l'OTAN et de l'Union européenne. La Pologne a rejoint l'OTAN en 1999 et l'Union européenne en 2004, tandis que la Bulgarie a rejoint l'OTAN en 2004 et l'Union européenne en 2007.

## Relations politiques récentes
Pour la première fois en 13 ans, le 18 avril 2016, le président polonais, Andrzej Duda s'est rendu à Sofia pour une visite d'État, pour y rencontrer son homologue bulgare Rossen Plevneliev ainsi que le premier ministre bulgare Boïko Borissov. Les chefs d'État considérèrent les options concernant une expansion des relations économiques et un approfondissement de la collaboration bilatérale en matière de sécurité. dans une conférence de presse conjointe, les deux présidents Plevneliev et Duda ont appelé la Russie à abandonner ses « actes agressifs », à « rentrer dans le rang » et à respecter la souveraineté territoriale de l'Ukraine.
Le Premier ministre Borissov remarqua que la Pologne était « un pays très important » pour la Bulgarie et que Sofia estimait le développement des relations bilatérales dans le contexte de l'Union européenne et de l'OTAN. D'autres sujets de discussions furent abordés, comme la cooperation dans les domaines de la défense et de la sécurité, le commerce et les relations économiques et les opportunités d'atteindre leur plein potentiel. M. Borissov ajouta que la Bulgarie « comptait sur » la Pologne pour soutenir des « intérêts communs » dans le domaine de la sécurité énergétique et dans l'établissement de l'Union européenne de l'Énergie.
Le Président Duda déclara que sa visite à Sofia était une « réalisation du format ABC » - Mer Adriatique, Mer Baltique, Mer Noire (en polonais - Adriatyk, Bałtyk, Morze Czarne) - un projet pour étendre les infrastructures de transport et énergétiques dans cette grande région. M. Duda déclara également qu'il n'y avait « aucun doute » que l'OTAN devait renforcer son flanc oriental de la Baltique jusqu'à la Mer Noire. Dans un communiqué commun, MM. Duda et Prevneliev déclarèrent que le prochain sommet de l'OTAN à Varsovie en juillet était « crucial pour la sécurité des pays d'Europe de l'Est ». M. Prevneliev insista sur le besoin d'une présence renforcée de l'OTAN en Europe centrale et en Europe de l'Est, de même que mener plus d'exercices et d'actions communs. 

## Relations économiques
Les échanges commerciaux entre les deux pays ont doublé en cinq ans, de 670 millions d'euros en 2010 à 1,3 milliard d'euros en 2015. La Bulgarie est également une destination privilégiée des touristes polonais comme en témoignent les 260 000 visites de touristes polonais dans les lieux de séjour, selon le rapport. Des données statistiques de l'Institut national des statistiques bulgare confirment ces chiffres et montrent aussi que les échanges commerciaux sont plus ou moins équilibrés, avec les importations polonais légèrement plus élevés que leurs exportations sur la même période. Par exemple, les données commerciales de 2015 montrent que les exportations et importations vers et depuis la Pologne sont de même envergure que celles avec les Pays-Bas, un investisseur et partenaire commercial traditionnel de la Bulgarie. Les visites touristiques des Polonais en Bulgarie ont augmenté de 7 % en 2014 et 3,2 % en 2015. En 2015, la Pologne occupait la 8e place dans le top 10 des marchés touristiques les plus importants en Bulgarie. En janvier 2016, le ministère bulgare du Tourisme déclara qu'il attendait une augmentation de 40 % du nombre de Polonais visitant la Bulgarie en 2016. Des villes bulgares majeures comme la capitale Sofia ou la station balnéaire de Varna sur la Mer Noire ont acheté des tramways et bus de fabrication polonaise pour leurs transports publics. Selon les médias, le prix total de cet achat est d'environ 90 millions d'euros. Finalement, pour les observateurs les plus attentifs, en dehors des simples chiffres, quelques visites dans des supermarchés bulgares peuvent montrer la grande quantité de produits d'origine polonaise en vente.

## Coopération militaire
En octobre 2015, la Bulgarie a signé un contrat avec un contrat avec deux entreprises polonaises pour effectuer les réparations sur six moteurs pour leurs avions de combat nationaux MiG-29.
La maintenance et l'approvisionnement pour le matériel militaire de fabrication soviétique étaient habituellement assurés par l'entreprise russe RSK MiG, mais le contrat expira en septembre 2015. Le montant des contrats polonais était de 6,1 millions d'euros et était selon certains rapports inférieur à ce que l'entreprise russe avait proposé, bien qu'aucun montant n'ait été rendu public. Le ministre bulgare de la Défense Nikolay Nenchev déclara que le nouveau contrat serait environ 12 millions d'euros moins cher. En décembre 2015, la Pologne livra deux moteurs de rechange MiG-29 à la Bulgarie pour dépanner lors des réparations des six autres moteurs. Fin mars, le gouvernement bulgare donna le feu vert à un programme de 1,2 milliard d'euros visant à moderniser son armée vieillissante. Pendant la visite de M. Nenchev à Varsovie en février 2015, le ministre de la Défense polonais d'alors, Tomasz Siemoniak, déclara que la Bulgarie était intéressée par l'expérience polonaise en matière de réformes militaires, de programmes de formation et de matériel militaire.

## Projets à venir
En mars 2016, lors d'une conférence internationale à Varsovie, des représentants gouvernementaux venus de Lituanie, Pologne, Roumanie, Slovaquie, Turquie, Hongrie et Ukraine ont signé une déclaration prévoyant la construction d'une nouvelle voie de transport nommée Via Carpatia. La Bulgarie n'était pas un membre signataire du document, mais un porte-parole du gouvernement polonais rapporta aux médias polonais que la Bulgarie soutenait le projet et le « rejoindrait dans le futur ». Les déclarations des présidents Duda et Plevneliev à Sofia touchent au développement des liaisons et infrastructures transfrontalières.